# Les nouveaux exploits de Nick Carter
Les nouveaux exploits de Nick Carter é um seriado mudo francês de 1909, no gênero Policial, dirigido por Victorin-Hippolyte Jasset, em 2 capítulos, estrelado por Pierre Bressol. O seriado foi produzido pela Société Française des Films Éclair, e veiculou nos cinemas franceses entre 4 de março de 1909 (1º episódio) e 11 de março de 1909 (2º episódio).
O seriado foi uma continuação de Nick Carter, le roi des détectives, de 1908, e apresenta igualmente as aventuras do detetive Nick Carter

## Histórico
Mediante o sucesso alcançado pelo seriado anterior, a Éclair investiu em novos seriados, ainda sob a direção de Victorin-Hippolyte Jasset, e esse seriado foi uma espécie de continuação do seriado Nick Carter, le roi des détectives, de 1908. A França foi, portanto, a iniciadora desse gênero de filmes em série, que abriria caminho para o desenvolvimento dos seriados estadunidenses, a partir de 1912, quando o Edison Studios produziu What Happened to Mary, além de influenciar o gênero cinematográfico de outros países, tais como a Alemanha, que produziria, em 1910, Arsene Lupin contra Sherlock Holmes.
A Éclair intercalava o lançamento de episódios de outros seriados, fato pelo qual o seriado que fora lançado anteriormente, Dragonnades sous Louis XIV, lançado em fevereiro de 1909, teve o seu segundo episódio lançado na mesma data que o primeiro episódio de Les nouveaux exploits de Nick Carter, em 4 de março de 1909.

## Personagem
Nick Carter é um um detetive particular da literatura pulp, que serviu de inspiração para diversos filmes. O personagem apareceu pela primeira vez na revista New York Weekly Vol. 41 No. 46 (18 de setembro de 1886). Foi criado por Ormond G. Smith, o filho de um dos fundadores da Street & Smith.
A primeira vez que o personagem apareceu nas telas foi no seriado anterior, Nick Carter, le roi des détectives. A partir de então, houve várias filmagens das aventuras do mestre-detetive. No final dos anos 30, a MGM anunciou que havia comprado os direitos das histórias de Nick Carter para usá-las em filmes.

## Episódios
1. En danger (1909) (4 de março de 1909)
2. Le sosie (1909) (11 de março de 1909)

## Elenco
- Pierre Bressol ... Nick Carter
- Bahier
- Maryse Dauvray
- Madeleine Grandjean
- Cécile Guyon
- Charles Krauss
- André Liabel